# Украинка (Мангушская поселковая община)
Украи́нка (укр. Українка; до 2016 года Черво́ная Украи́на) — село на Украине, находится в Мангушском районе Донецкой области.
Код КОАТУУ — 1423983303. Население по переписи 2001 года составляет 196 человек. Почтовый индекс — 87420. Телефонный код — 6297.

## Адрес местного совета
87420, Донецкая область, Мангушский район, с. Камышеватое, ул. Львовская, 6